# نوح تشارني
نوح تشارني (بالإنجليزية: Noah Charney)‏ (27 نوفمبر 1979، نيو هيفن في الولايات المتحدة)؛ روائي أمريكي.